# Ortschaft

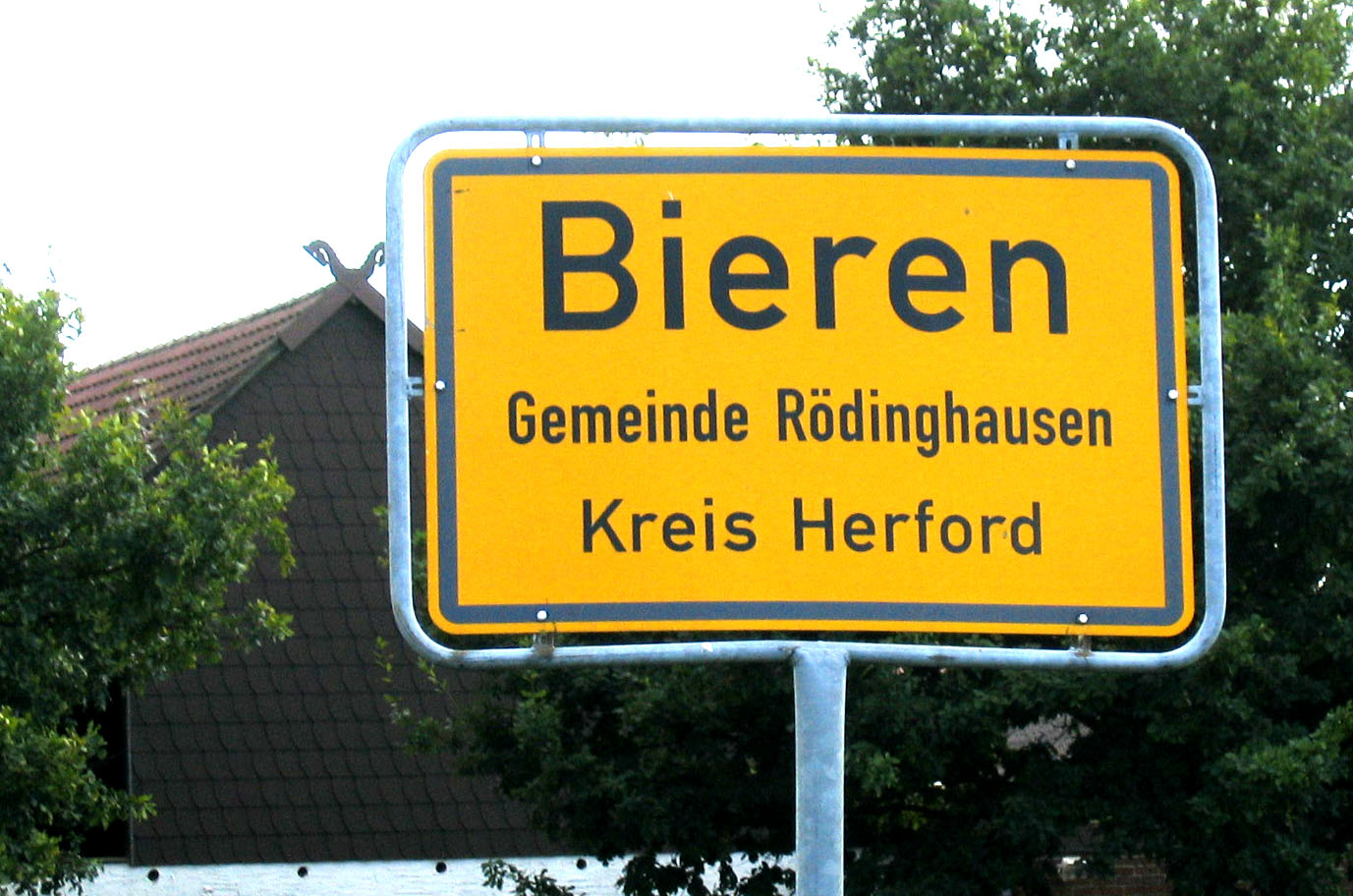
Ingang bebouwde kom Ortschaft Bieren in de gemeente Rödinghausen, Kreis Herford

Het woord Ortschaft duidt in het Duitse taalgebied op een woonplaats, maar heeft in Duitsland, Zwitserland en Oostenrijk ook specifieke, bestuurlijke betekenissen. Deze verschillen per land. Dit artikel gaat over de bestuurlijke betekenis die de term in Duitsland heeft.
In bestuurlijke zin is een Ortschaft een voormalige Duitse gemeente die – veelal bij een gemeentelijke herindeling – opgeheven is. Het begrip is analoog aan deelgemeente in België. Ortschaften bestaan vaak zelf weer uit meerdere delen, bijvoorbeeld Ortsteile (dorpen en buurtschappen). In veel gevallen kent een Ortschaft ook een (gekozen) Ortsrat (of Ortschaftsrat) met als voorzitter een Ortsvorsteher of Ortsbürgermeister.
De term Geschlossene Ortschaft komt grotendeels overeen met de Nederlandstalige term bebouwde kom, met de daarmee samenhangende verkeersregels.